# Wybory prezydenckie na Litwie w 2019 roku
Wybory prezydenckie na Litwie w 2019 odbyły się w dwóch turach 12 maja i 26 maja. W II turze Gitanas Nausėda pokonał Ingridę Šimonytė.
Wraz z pierwszą turą wyborów zostały przeprowadzone dwa referenda konstytucyjne: w sprawie podwójnego obywatelstwa i zmniejszenia liczby członków Sejmu.

## Kandydaci

### Zarejestrowani kandydaci
28 marca upłynął termin na złożenie do Centralnej Komisji Wyborczej (VRK) list poparcia z 20 000 podpisami wyborców pod kandydaturą. Zgodnie z obowiązującym prawem wymóg ten spełniło 9 kandydatów. Po weryfikacji podpisów, 12 kwietnia VRK zarejestrowała wszystkich kandydatów:
1. Vytenis Andriukaitis – polityk, lekarz, poseł do Parlamentu Europejskiego, kandydat popierany przez LSDP

2. Arvydas Juozaitis – filozof, pisarz, niezależny kandydat

3. Valentinas Mazuronis – polityk, architekt, poseł do Parlamentu Europejskiego, niezależny kandydat

4. Gitanas Nausėda – ekonomista, niezależny kandydat

5. Mindaugas Puidokas – polityk, dziennikarz, niezależny kandydat

6. Naglis Puteikis – polityk, historyk, kandydat popierany przez LCP

7. Saulius Skvernelis – polityk, prawnik, premier Republiki Litewskiej, kandydat popierany przez LVŽS

8. Ingrida Šimonytė – polityk, ekonomistka, kandydatka popierana przez TS-LKD

9. Waldemar Tomaszewski – polityk, inżynier, poseł do Parlamentu Europejskiego, kandydat LLRA-KŠS

### Niezarejestrowane kandydatury
Z 17 kandydatów zgłoszonych (zawiadomienie o utworzeniu komitetu) do VRK, siedmiu nie spełniło wymogów formalnych (brak wymaganej liczby podpisów pod kandydaturą). Z wyborów wycofała się jedna kandydatka.
- Petras Auštrevičius – polityk, ekonomista, dyplomata, poseł do Parlamentu Europejskiego
- Alfonsas Butė – polityk, przedsiębiorca
- Petras Gražulis – polityk, poseł na Sejm
- Kazimieras Juraitis – polityk, ekonomista (Litewskiej Partii Ludowej)[7]
- Tomas Šimaitis – przedsiębiorca
- Vitas Gudiškis – działacz sportowy (były prezes Litewskiej Federacji Hokeja na Lodzie), prezes Wileńskiego Klubu Sportowego Weteranów "Aidas".
- Raimonda Daunienė – skrzypaczka i wykładowczyni (Partia Zmartwychwstania Narodu)[8]

### Rezygnacja z kandydowania
- Aušra Maldeikienė – zarejestrowała komitet, ale 1 lutego 2019 wycofała się z wyścigu prezydenckiego[9]

## Badania opinii publicznej
| Kandydat             | Luty 2019 | Marzec 2019 | Kwiecień 2019 | Maj 2019 |
| -------------------- | --------- | ----------- | ------------- | -------- |
| Ingrida Šimonytė     | 20%       | 22%         | 24,8%         | 26,2%    |
| Gitanas Nausėda      | 27,3%     | 23,5%       | 27,9%         | 24,6%    |
| Saulius Skvernelis   | 16%       | 18,4%       | 14,5%         | 16,6%    |
| Vytenis Andriukaitis | 2,8%      | 4,7%        | 4,2%          | 5,5%     |
| Arvydas Juozaitis    | 4,5%      | 3,6%        | 5%            | 4,8%     |
| Waldemar Tomaszewski | –         | 1,7%        | 1,9%          | 1,8%     |
| Naglis Puteikis      | 2,1%      | –           | 2,3%          | 1,5%     |
| Valentinas Mazuronis | –         | –           | 0,6%          | 1,2%     |
| Mindaugas Puidokas   | –         | 0,4%        | 0,7%          | 1,9%     |

## Frekwencja wyborcza

### Głosowanie wstępne
- Frekwencja wyborcza dzień po dniu (I tura)[14]

| 6 maja | 7 maja | 8 maja | 9 maja | 10 maja | 11 maja |
| ------ | ------ | ------ | ------ | ------- | ------- |
| 0,70%  | 1,85%  | 3,74%  | 5,63%  | 9,45%   | 10,75%  |

- Frekwencja wyborcza dzień po dniu (II tura)[15]

| 20 maja | 21 maja | 22 maja | 23 maja | 24 maja | 25 maja |
| ------- | ------- | ------- | ------- | ------- | ------- |
| 0,74%   | 2,13%   | 4,00%   | 5,78%   | 9,56%   | 10,74%  |

### Frekwencja w dniu wyborów
- Frekwencja wyborcza (I tura) godzina po godzinie 12 maja 2019 (z wyłączeniem głosowania wstępnego)[16]

| 8:00  | 9:00  | 10:00 | 11:00  | 12:00  | 13:00  | 14:00  | 15:00  | 16:00  | 17:00  | 18:00  | 19:00  | 20:00  |
| ----- | ----- | ----- | ------ | ------ | ------ | ------ | ------ | ------ | ------ | ------ | ------ | ------ |
| 0,77% | 2,72% | 6,36% | 11,48% | 16,96% | 21,97% | 26,37% | 30,19% | 33,57% | 36,71% | 39,68% | 42,86% | 45,70% |

- Frekwencja wyborcza (II tura) godzina po godzinie 26 maja 2019 (z wyłączeniem głosowania wstępnego)[17]

| 8:00  | 9:00  | 10:00 | 11:00  | 12:00  | 13:00  | 14:00  | 15:00  | 16:00  | 17:00  | 18:00  | 19:00  | 20:00  |
| ----- | ----- | ----- | ------ | ------ | ------ | ------ | ------ | ------ | ------ | ------ | ------ | ------ |
| 0,77% | 2,57% | 5,88% | 10,47% | 15,44% | 19,87% | 23,99% | 27,67% | 31,00% | 34,16% | 37,20% | 40,02% | 42,69% |

## Wyniki wyborów

### I tura wyborów
Pierwszą turę wyborów prezydenckich z wynikiem 31,21% głosów poparcia wygrała wiceprezes Banku Litwy Ingrida Šimonytė. Z kandydatką (TS-LKD) zmierzy się Gitanas Nausėda. Frekwencja wyniosła 56,99%.
| Kandydat                            | Partia                              | I tura    | I tura | II tura   | II tura |
| Kandydat                            | Partia                              | Głosy     | %      | Głosy     | %       |
| ----------------------------------- | ----------------------------------- | --------- | ------ | --------- | ------- |
| Gitanas Nausėda                     | Niezależny                          | 438 469   | 30,94  | 876 749   | 65,86   |
| Ingrida Šimonytė                    | TS-LKD                              | 442 353   | 31,21  | 437 399   | 32,86   |
| Saulius Skvernelis                  | LVŽS                                | 278 680   | 19,66  |           |         |
| Vytenis Andriukaitis                | LSDP                                | 67 802    | 4,78   |           |         |
| Arvydas Juozaitis                   | Niezależny                          | 66 535    | 4,69   |           |         |
| Waldemar Tomaszewski                | LLRA-KŠS                            | 56 411    | 3,98   |           |         |
| Mindaugas Puidokas                  | Niezależny                          | 36 645    | 2,59   |           |         |
| Naglis Puteikis                     | LCP                                 | 11 214    | 0,79   |           |         |
| Valentinas Mazuronis                | Niezależny                          | 9169      | 0,65   |           |         |
| Nieprawidłowe karty do głosowania   | Nieprawidłowe karty do głosowania   | 9905      | 0,70   | 17 097    | 1,28%   |
| Ważne karty do głosowania           | Ważne karty do głosowania           | 1 407 278 | 99,30  | 1 314 148 | 98,72   |
| Razem:                              | Razem:                              | 1 417 183 | 100    | 1 314 148 | 100     |
| Zarejestrowani wyborcy / frekwencja | Zarejestrowani wyborcy / frekwencja | 2 486 915 | 56,99  | 2 491 021 | 53,44   |

### II tura wyborów
W II turze wyborów, przeprowadzonej w niedzielę 26 maja, zwyciężył Gitanas Nausėda zdobywając poparcie 65,9% wyborców.